# Arrondissement di Nontron
L'arrondissement di Nontron è un arrondissement dipartimentale della Francia situato nel dipartimento della Dordogna, nella regione della Nuova Aquitania.

## Storia
Fu creato nel 1800 sulla base dei preesistenti distretti.

## Composizione
L'arrondissement è composto da 80 comuni raggruppati in 8 cantoni:
- cantone di Bussière-Badil
- cantone di Champagnac-de-Belair
- cantone di Jumilhac-le-Grand
- cantone di Lanouaille
- cantone di Mareuil
- cantone di Nontron
- cantone di Saint-Pardoux-la-Rivière
- cantone di Thiviers